# Dithyrostegia
Dithyrostegia là một chi thực vật có hoa trong họ Cúc (Asteraceae).

## Loài
Chi Dithyrostegia gồm các loài: